# Calostemmateae
Calostemmateae, biljni tribus iz porodice zvanikovki, dio je potporodice Amaryllidoideae. Sastoji se od dva roda s ukupno osam vrsta lukovičastih geofita iz Australije, zapadnog Pacifika i tropske Azije.
Tribus je opisao 1996. Tipični rod je Calostemma

## Rodovi
1. Calostemma R.Br.
2. Proiphys Herb.